# Dualer Kegel
Der duale Kegel ist ein spezieller Kegel, der jedem Kegel zugeordnet werden kann. Er spielt beispielsweise bei den Dualitätsaussagen der Lagrange-Dualität in der mathematischen Optimierung eine Rolle. Er ist eng mit dem polaren Kegel verwandt.

## Definition

### In Hilberträumen
Gegeben sei ein Hilbertraum {\displaystyle V} (also ein vollständiger Vektorraum mit Skalarprodukt {\displaystyle \langle .;.\rangle } ) und ein Kegel {\displaystyle {\mathcal {K}}} in diesem Vektorraum. Dann heißt die dem Kegel zugeordnete Menge
{\displaystyle \operatorname {dual} ({\mathcal {K}})=\{y\in V|\forall x\in {\mathcal {K}}\colon \langle y;x\rangle \geq 0\}}
der duale Kegel von {\displaystyle {\mathcal {K}}}. Anschaulich sind dies dann alle Vektoren, die mit allen Elementen des Kegels einen Winkel von höchstens 90° einschließen.
Gelegentlich wird der duale Kegel auch mit {\displaystyle {\mathcal {K}}^{*}} oder {\displaystyle {\mathcal {K}}^{D}} bezeichnet.

### Allgemeiner Fall
Ist  {\displaystyle V^{*}} der Dualraum von {\displaystyle V} und ist {\displaystyle {\mathcal {K}}} ein Kegel in {\displaystyle V}, dann ist der duale Kegel definiert durch
{\displaystyle \operatorname {dual} ({\mathcal {K}}):=\{y^{*}\in V^{*}|\forall x\in {\mathcal {K}}\colon \langle y^{*};x\rangle \geq 0\}}
Dabei bezeichnet {\displaystyle \langle .;.\rangle } die duale Paarung, das heißt, es gilt {\displaystyle \langle y^{*};x\rangle :=y^{*}(x)}.

### Bemerkung
Teilweise wird schon in unvollständigen Prähilberträumen die erste Form der Definition verwendet, um die entstehenden Mengen als Kegel im Ursprungsraum {\displaystyle V} auffassen zu können.

## Verwandte Begriffsbildungen

### Polarer Kegel
Analog lässt sich der Begriff des polaren Kegels formulieren:
{\displaystyle \operatorname {pol} ({\mathcal {K}}):=\{y^{*}\in V^{*}|\forall x\in {\mathcal {K}}\colon \langle y^{*};x\rangle \leq 0\}}
In einem Hilbertraum gilt dann:
{\displaystyle \operatorname {pol} ({\mathcal {K}})=\{y\in V|\forall x\in {\mathcal {K}}\colon \langle y;x\rangle \leq 0\}}
Das ist die Menge aller Vektoren, die mit allen Kegelelementen einen Winkel von mindestens 90° haben und deshalb gilt {\displaystyle {\mathcal {K}}\cap \operatorname {pol} ({\mathcal {K}})=\{0_{V}\}}
Für beide Versionen der Definition ergibt sich die Beziehung {\displaystyle \operatorname {pol} ({\mathcal {K}})=-\operatorname {dual} ({\mathcal {K}})} im jeweiligen Vektorraum. Dies lässt sich auch als Definition nutzen.

### Selbstdualer Kegel
Ein Kegel heißt selbstdual, wenn {\displaystyle \operatorname {dual} ({\mathcal {K}})={\mathcal {K}}} gilt.

### Bemerkung
Gelegentlich wird der duale Kegel wie der polare Kegel definiert und umgekehrt, hier ist die Literatur nicht eindeutig. Es gilt also die Richtung der Ungleichung zu beachten.

## Beispiele
Betrachtet man in {\displaystyle \mathbb {R} ^{2}} versehen mit dem Standardskalarprodukt den Kegel {\displaystyle {\mathcal {K}}:=\{x\in \mathbb {R} ^{2}\,|\,x_{1}\geq 0\,,x_{2}=0\}=\lambda (1,0)^{T}} mit {\displaystyle \lambda \geq 0}, so ist der duale Kegel die rechte Halbebene {\displaystyle \operatorname {dual} ({\mathcal {K}})=\mathbb {R} ^{+}\times \mathbb {R} }. Ist nämlich {\displaystyle x\in {\mathcal {K}}}, so ist {\displaystyle x^{T}y=\lambda y_{1}} und dies soll {\displaystyle \geq 0} sein für alle {\displaystyle \lambda \geq 0}, daher muss {\displaystyle y_{1}\geq 0} sein.
Entsprechend der obigen Identität ist dann der polare Kegel die linke Halbebene.
Versieht man den {\displaystyle \mathbb {R} ^{2}} mit dem Skalarprodukt {\displaystyle \langle x;y\rangle _{A}:=x^{T}Ay}, wobei {\displaystyle A} die symmetrische positiv definite Matrix
{\displaystyle A={\begin{pmatrix}4&1\\1&2\end{pmatrix}}}
ist, so ist der duale Kegel
{\displaystyle \operatorname {dual} ({\mathcal {K}})=\{y\in \mathbb {R} ^{2}\,|\,4y_{1}+y_{2}\geq 0\}}.
Dies ist die Halbebene, die von der Geraden {\displaystyle y_{2}=-4y_{1}} begrenzt wird und den ersten Quadranten enthält. Das verwendete Skalarprodukt ist also ausschlaggebend für die Erzeugung des dualen (und polaren) Kegels.
Ein Beispiel für einen selbstdualen Kegel ist {\displaystyle {\mathcal {K}}:=\{x\in \mathbb {R} ^{2}\,|\,x_{1}\geq 0\,,x_{2}\geq 0\}}.

## Eigenschaften
- Der duale und der polare Kegel sind konvex, unabhängig davon, ob diese Eigenschaft bereits dem ursprünglichen Kegel zukam oder nicht.
- Ist {\displaystyle V} ein topologischer Vektorraum – mit dem topologischen Dualraum {\displaystyle V^{*}} – so sind der polare und duale Kegel stets abgeschlossen.